# يعقوب الحسن
يعقوب الحسن ديمبلي هو لاعب كرة قدم مالي من مواليد السعودية يلعب في نادي القوارة

## مسيرة اللاعب
لعب في نادي التعاون ولعب بعدها مع نادي الصقر ونادي القوارة.

## روابط خارجية
يعقوب الحسن على موقع Soccerway.com (الإنجليزية)
- يعقوب الحسن على موقع كووورة